# Budget Rent a Car
Budget Rent a Car ist ein von Morris Mirkin 1958 in Los Angeles, Kalifornien gegründetes Mietwagenunternehmen. Der Name wurde gewählt, um zu assoziieren, dass sich der Vermieter am Budget seines Klienten orientiert.

## Geschichte
Ein Verwandter Mirkins, Jules Lederer, gründete 1959 ein Leasingunternehmen und unterstützte Mirkin beim Aufbau der Mietwagenflotte. Das Hauptquartier zog 1960 nach Chicago, Illinois, um und begann, national und international zu expandieren. Budget wurde an die Transamerica Corporation verkauft und von dieser im Jahre 1986 an Investoren verkauft. Das Hauptquartier zog 1992 zum wiederholten Male um, dieses Mal nach Lisle (Illinois). 1997 wurde Budget von Team Rental Group gekauft. Jetzt begann verstärkt der Aufbau von Partnerprogrammen, die sich an kleinere und mittlere Unternehmen richteten. Mit der Namensänderung in Budget Group, Inc. begann auch der Handel von Budget-Aktien an der NYSE. Nach dem Rückzug von der Börse 2002 wurde der Unternehmensteil Budget Rent A Car an die Cendant Corporation verkauft, der auch Avis Europe Plc. gehört.
Bei einem Vergleichstest des Handelsblatts aus dem Jahr 2017, in dem acht Autovermietungen untersucht wurden, belegte Budget den letzten Platz. Das Angebot wurde mit „mangelhaft“ bewertet, außerdem wurde der Kundenservice kritisiert.

## Deutschland
Budget Deutschland ist ein Geschäftsbereich der Avis Autovermietung GmbH & Co. KG, Oberursel.

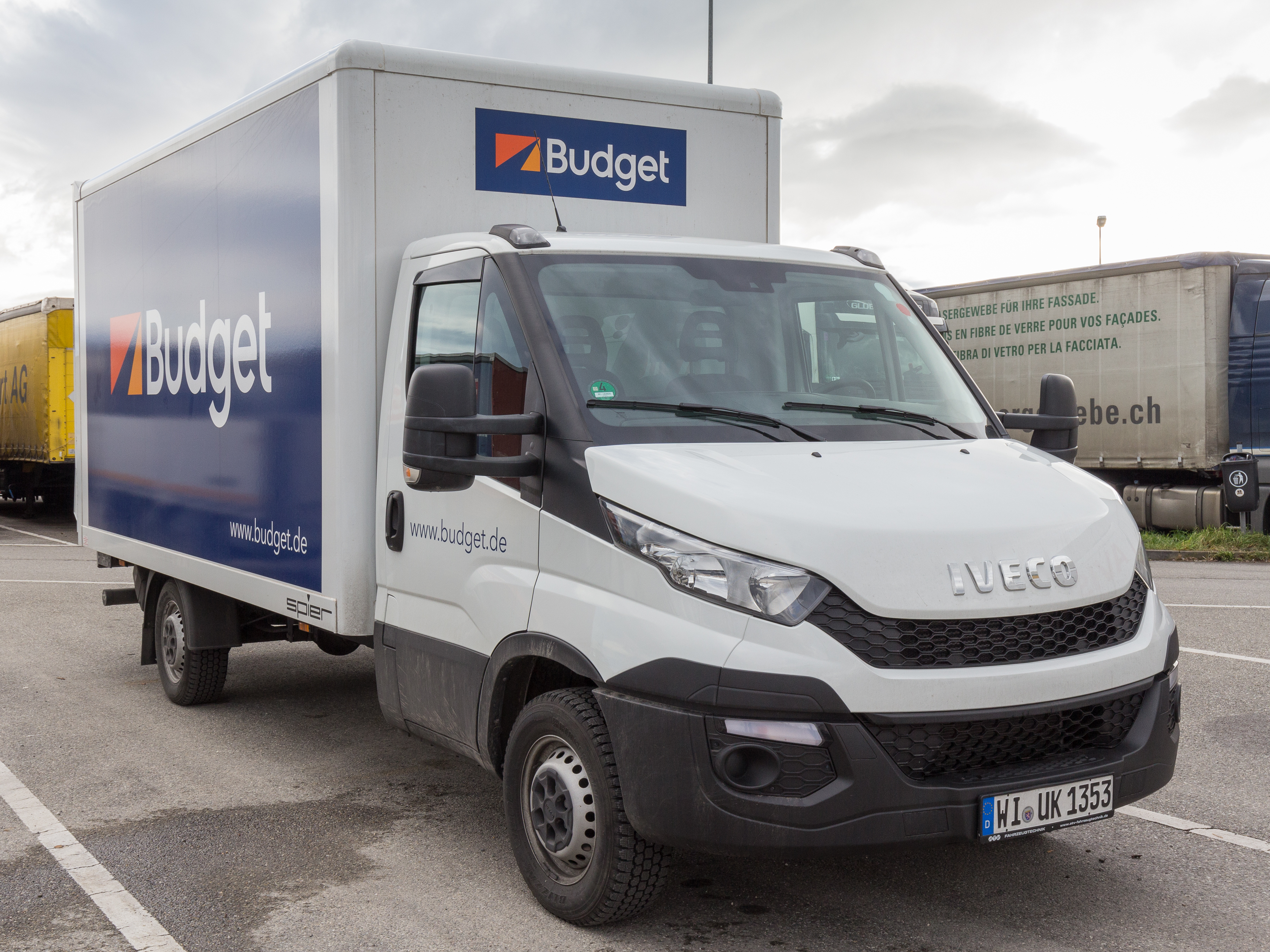
Budget IVECO Transporter 3,5t

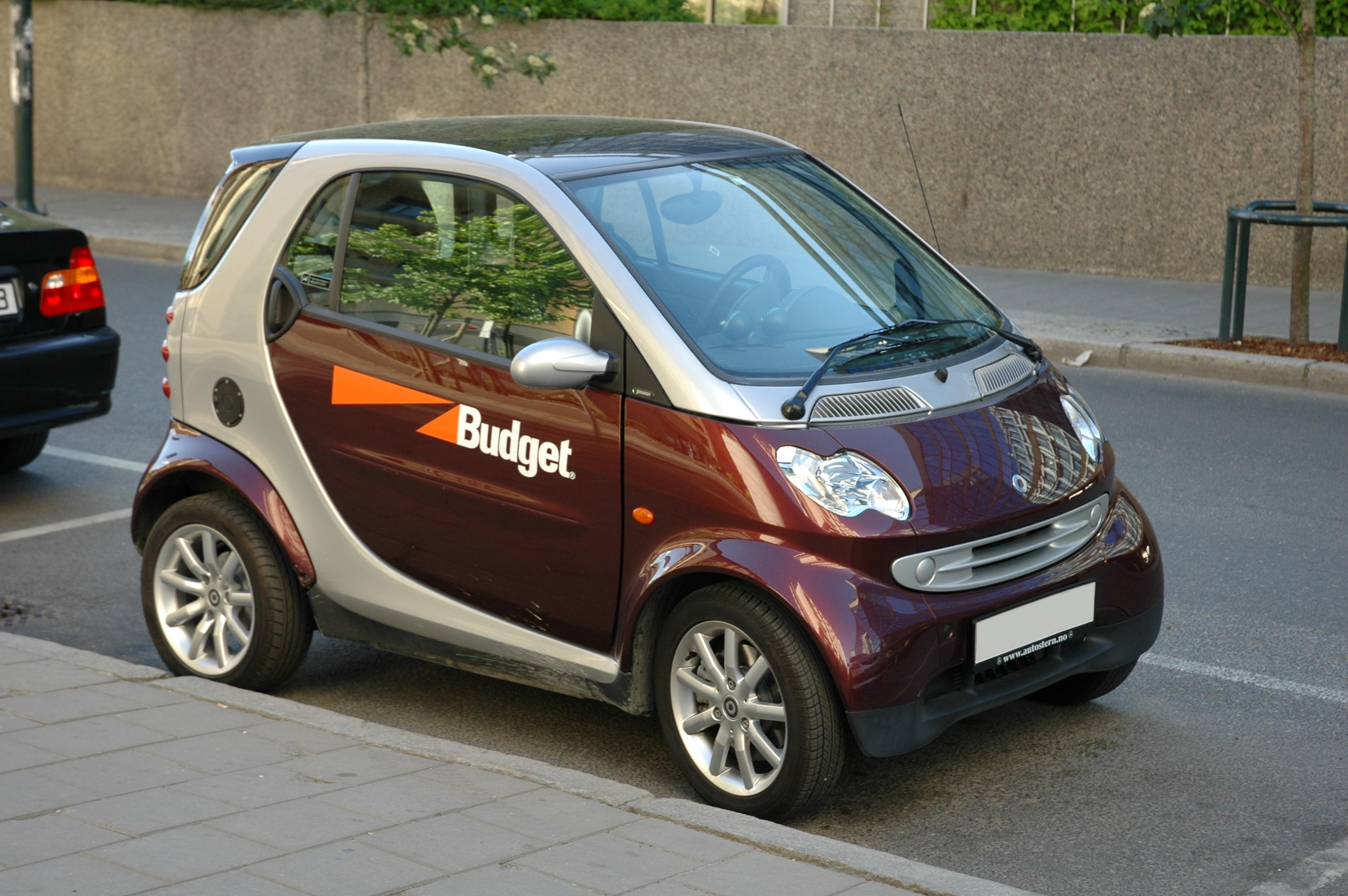
Smart Budget

Vor der Finanz- und Wirtschaftskrise ab 2007 gehörte die Budget Car and Van Rental – ALAG Auto-Mobil AG & Co. KG zur Albis Leasing Gruppe in Hamburg. Die Hauptverwaltung der Budget Autovermietung hatte ihren Sitz in Biberach an der Riß in Baden-Württemberg. Vorstand waren Robert Straub und Andreas Oppitz. Im September 2007 übernahm die Robert Straub GmbH das operative Geschäft für die Marke Budget in Deutschland. Sowohl Fahrzeuge der Robert Straub GmbH als auch die Fahrzeuge der Budget firmierten nun einheitlich unter Budget und wurden auf den Kreis Euskirchen mit den Kennzeichen EU-BA* und EU-BB* und auf den Landkreis Biberach mit dem Kennzeichen BC-TR* zugelassen, in Einzelfällen auch auf andere Städte.